# Zielarstwo

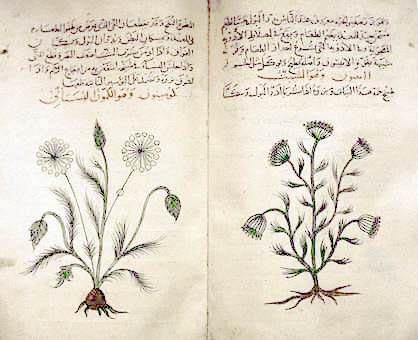
Strony z herbarza Dioskurydesa Materia Medica z XIV w. arabskiej kopii, opisujące właściwości lecznicze roślin

Zielarstwo – dział wiedzy zajmujący się zagadnieniami hodowli, uprawy, zbioru, suszenia, pakowania i przechowywania roślin leczniczych.
Uprawa roślin leczniczych może być prowadzona w ogrodzie lub specjalnym gospodarstwie rolnym jako uprawa polowa (plantacja). Zbiór roślin leczniczych dotyczy zbierania ich zarówno z takich upraw, jak i ze stanu naturalnego, gdyż wiele roślin leczniczych eksploatujemy z dziko występujących zasobów (np. lipę).
Zielarstwo stanowi jedną z gałęzi rolnictwa względnie ogrodnictwa. Dyscyplinę tę studiuje się w Polsce w uniwersytetach przyrodniczych (w większości dawne uczelnie rolnicze).
Zielarstwo dostarcza roślinnych surowców leczniczych dla ziołolecznictwa (z którym nie powinno być mylone).